# Эберхард (герцог Баварии)
Эберхард (нем. Eberhard; умер в 940) — герцог Баварии в 937—938 годах из династии Луитпольдингов.

## Биография

### Правление
Эберхард был старшим сыном баварского герцога Арнульфа Злого.
В 933 или 934 году ему была предложена корона Италии после смерти короля Рудольфа II, однако поход Эберхарда в Италию провалился.
В 937 году скончался Арнульф Злой и Эберхард унаследовал герцогство Баварию. Воспользовавшись смертью Арнульфа, германский король Оттон I Великий решил восстановить власть Германии над Баварией, почти полностью ликвидированную Арнульфом, и в 938 году вторгся во владения Эберхарда. В двух военных кампаниях Оттон разгромил герцога и сверг его с престола. Вместо Эберхарда герцогом был сделан его дядя Бертольд, правящий до этого в Каринтии. Дальнейшая судьба Эберхарда не известна: возможно он скончался около 940 года или уехал в Венгрию (герцог продолжал политику своего отца по поддержанию мира с венграми).

### Семья
- Луитгарда, дочь Вигерика Верденского:
  - Вигфрид, епископ Вердена (умер в 985)
  - Вигбурга, замужем за Хартвиком, пфальцграфом Баварским